# 佩基營
佩基營（英語：Camp Page），是位於韓國春川市附近的前美國陸軍基地，於1951年3月建成，於2005年4月1日關閉。佩基營位於韓國中北部，佔地157.2英畝，其位置距離首爾以北的江原道春川市48英里。2006年，前佩基營遺址上共有152棟建築物，面積725733平方英尺。截至2018年2月5日，前佩基營遺址上唯一剩餘的建築是水塔，該地點正在開發為城市公園。